# 青海中央ふ頭公園
青海中央ふ頭公園（あおみちゅうおうふとうこうえん）は、東京都江東区青海四丁目にある都立の海上公園（ふ頭公園）である。所管は東京都港湾局。

## 概要
青海緑道公園に隣接する公園となっている。野球ができる広場があるが、夜間照明は無い。
通年入園自由、無料。男女別型トイレ、展望台有り。駐車場、飲料自動販売機、子供用遊具なし。

## アクセス
鉄道
- ゆりかもめ：テレコムセンター駅から徒歩6分。

バス
「テレコムセンター駅」バス停から徒歩6分。
- 都営バス
  - 海01
  - 波01
  - 波01出入
  - 急行05
  - 急行06

## 周辺施設
- 東京臨海副都心
  - テレコムセンター
  - 水の広場公園
  - シンボルプロムナード公園
  - 青海南ふ頭公園